# Lutynia
Lutynia (tedesco Leuthen) è una frazione polacca del comune di Miękinia, nel distretto di Środa Śląska, Bassa Slesia.

## Storia
Leuthen viene citata per la prima volta nel 1346. Il giorno 5 dicembre 1757 Federico il Grande, re della Prussia, vi sconfisse nell'omonima battaglia l'esercito austriaco, di consistenza numerica pressoché doppia, al comando del principe di Lothringen, cognato di Maria Teresa d'Austria, nell'ambito della Guerra dei sette anni.
Leuthen appartenne fino al 1945 al circondario di Neumarkt.